# Titivillus

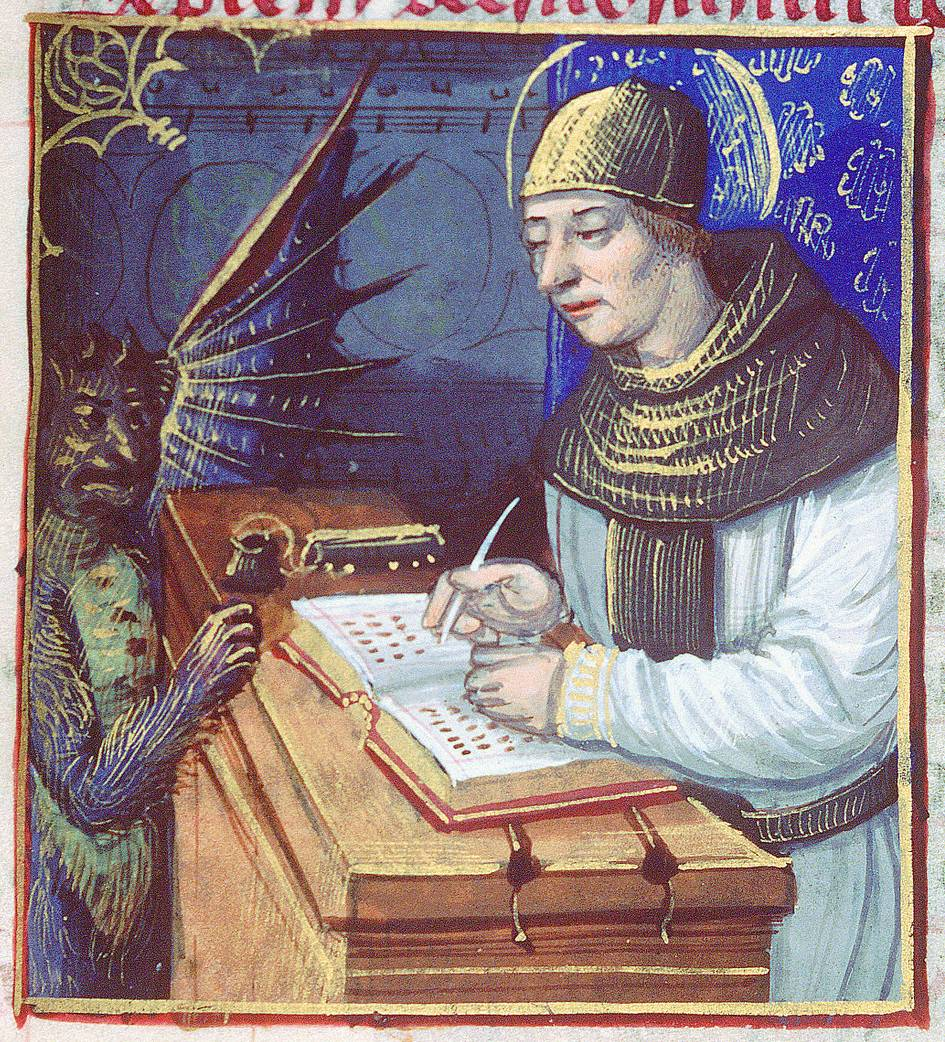
Titivillus - représentation du XIVe siècle.

Titivillus est selon la tradition un démon travaillant pour Belphégor, Lucifer ou Satan pour parsemer d'erreurs le travail des copistes.

## Histoire

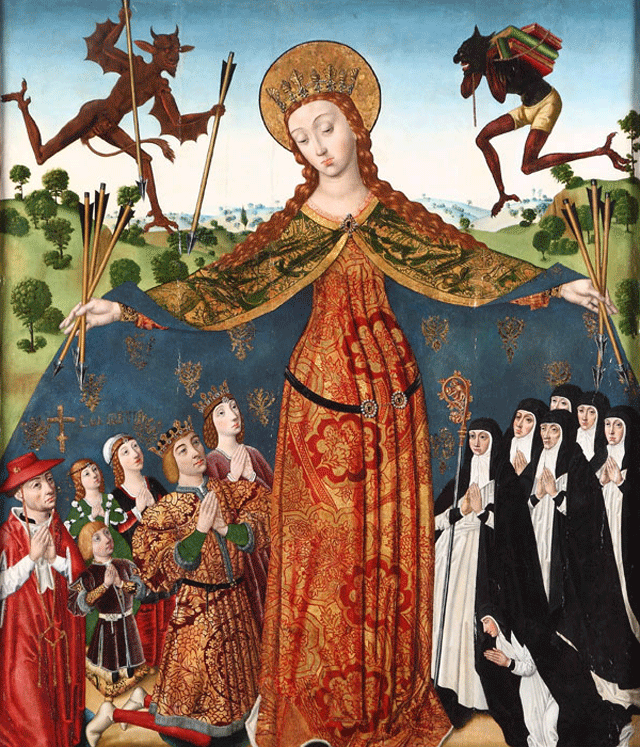
Vierge de la Miséricorde de Diego de la Cruz (vers 1485), Burgos, Monastère royal de las Huelgas de Burgos. Titivillus apparait à droite sur l'image,.

La première référence sous ce nom de Titivillus se trouve dans le Tractatus de Penitentia, vers 1285, de Jean de Galles, voire avant chez Césaire de Heisterbach. Titivillus rapporte les bavardages commis durant le service liturgique, ainsi que les mots de la liturgie mal prononcés, marmonnés, ou omis, qu'il récolte et rapporte en enfer pour servir de charge contre ceux qui s'en sont rendus coupables. Selon André Vernet, son nom est une masculinisation du nom de la déesse romaine des récoltes Tutilina.
Une tradition plus tardive en fait le « démon patron des copistes » puisqu'il offre une excuse facile pour les erreurs qui parsèment les manuscrits lorsqu'ils sont recopiés.
Marc Drogin a noté dans son manuel Medieval Calligraphy: Its history and technique (1980) « pendant un demi-siècle, chaque édition de The Oxford English Dictionary a indiqué un numéro de page incorrect dans une note de bas de page concernant - cela ne s'invente pas - la mention la plus ancienne de Titivillus ».
Dans un traité de dévotion anglais du XVe siècle, Myroure of Oure Ladye, Titivillus se présente ainsi : (I.xx.54) : « I am a poure dyuel, and my name ys Tytyvyllus ... I muste eche day ... brynge my master a thousande pokes full of faylynges, and of neglygences in syllables and wordes », c'est-à-dire « Je suis un pauvre diable, et mon nom est Titivillus ... je dois chaque jour apporter à mon maître un millier de sacs pleins d'erreurs, et de négligences dans les syllabes et les mots ».